# 李豐楙
李豐楙（1947年8月10日—），臺灣宗教學者、中央研究院院士。曾任國立政治大學中國文學系教授、中央研究院中國文哲研究所研究員、國立政治大學宗教研究所講座教授，於2015年七月退休。專長為道教文學、中國道教思想、台灣道教與民間宗教研究、華人宗教，提出了東方「常與非常」的概念，也是少數同時具有道士資格的國立大學教授。

## 生平
李豐楙是台灣雲林縣人，屬於福佬客。他受漢學大師王夢鷗啟發和鼓勵，投入道教科儀的研究，王夢鷗為闡釋禮記之一代宗師，而禮記中的祭法與臺灣民間祭祀關係密切，囑咐李豐楙去做道教與中國文學關係的研究，不能只靠歷史文獻與經典，更應瞭解其中的歷史脈絡與實務實踐。李豐楙於深入道教文化研究過程，發現道教書上只載明經文，對儀式少有細節紀錄，而在田野調查中，若非入門弟子，就無法獲得珍貴的行內資料去驗證經典。李豐楙隨後至基隆廣遠壇，拜李松溪道長為師，傳授道教符籙中的「二十八星將宿」，入門成為一名真正的道士。身為學者與道士，問的問題便能更深入，發現書中未曾有的新題材，加上田野訪談其他道士，更能瞭解儀式背後的宗教義理，及其底下藴合的人生哲理。對於廟宇傳統文化保存，李豐楙推崇大龍峒保安宮及三峽祖師廟，大龍峒保安宮牆面的畫即出自於潘麗水等名家之手，相對於大龍峒保安宮的傳統的民俗藝術，三峽祖師廟展現的便傾向現代風格，充分展現幕後推手李梅樹等現代臺灣學院畫家的投入。

## 理論

### 常與非常
探索在傳統文化影響下，對臺灣民間禮俗中之生死關懷提出解釋，闡述台灣社會底層的宗教文化生命終極觀，以及因應導異為常之宗教需求。華人文化之中，透過修煉追求不朽生命觀之內在運作邏輯，相信唯有「非常」的生命，方能突破「常」的生命限制。。此等常與非常的關係，如同八卦陰陽圖，不存在嚴格的畛域，而是相互蘊含的關係。

## 著作

### 學位論文
- 《翁方綱及其詩論》，國立政治大學中文研究所，碩士論文，1974 年，臺灣。
- 《魏晉南北朝文士與道教之關係》，國立政治大學中文研究所。博士論文，1978 年，臺灣[8]。

### 期刊論文
- 《魏晉老子神話與神仙道教之關係》 : 《中華學苑》21 期，頁183-204 ， 1978 年 6 月。
- 《山海經靈異動物之研究》 : 《中華學苑》24/25 期，頁 1-25，1981 年 9 月。
- 《不死的探求－－從變化神話到神仙變化傳說》:《中外文學》15 卷 5 期，頁 36-57，1986 年 10 月。
- 《道藏所收早期道書的瘟疫觀－－以女青鬼律及洞淵神咒經系為主》:《中國文哲研究集刊》3 期，頁 417-454，1993 年 3 月。
- 《西王母五女傳說形成及其演變－－西王母研究之一》 :《東方宗教研究》，1 期頁 67-88，1987 年 9 月。
- 《鎮瀾宮建醮科儀之探討》 :《民俗曲藝》，58 期，頁 23-45， 1989 年 3 月。
- 《洞淵神咒經的神魔觀及其剋治說》 : 《東方宗教》，新 2期。頁 133-155 ，1991 年 10 月。
- 《東港王船和瘟與送王習俗之研究》 ：《東方宗教研究》，新 3期，頁 229-265 ，1993 年 10 月。
- 《迎王與送王：頭人與社民的儀式表演—以屏東東港、臺南西港為主的考察》 : 《民俗曲藝》，129 期，頁 1-42 ， 2001 年 1 月。。
- 《經脈與人脈：道教在教義與實踐中的宗教威信》 : 《臺灣宗教研究》(林美容主編)，4 卷，2 期，頁 11-55，2005 年 9 月[8]。

### 專書
- 從聖教到道教：馬華社會的節俗、信仰與文化 : 國立臺灣大學出版中心 , 2018年
- 土地神信仰的跨國比較研究：歷史、族群、節慶與文化遺產  :  桂冠出版, 2018年
- 山海經圖鑑 : 大塊文化 , 2017年
- 丹道實踐-近代人文與科技相遇的養生文化 : 政大出版社 , 2013年
- 山海經：神話的故鄉 : 時報出版 , 2012年
- 《文學、文化與世變》 :中央研究院中國文哲研究所 , 2002年[2]

## 外部連結
- YouTube上的政治大學華人宗教研究中心《李豐楙演講：代巡與送瘟：從道教到儒家的兩種觀點》